# Phil Read
Phillip William Read (Luton, 1 januari 1939 – Canterbury, 6 oktober 2022) was een Brits motorcoureur. Zijn bijnaam was "Prince of Speed", maar in zijn autobiografie gebruikte hij ook de bijnaam "Rebel Read". Hij was de eerste coureur die wereldkampioen werd in de klassen 125 cc, 250 cc en 500 cc. In totaal won hij zeven wereldtitels, vijf op Yamaha en twee op MV Agusta, hoewel zijn overwinning in de Formule TT van 1977 officieel ook als wereldtitel telde. In 1965 reed hij als eerste een ronde boven 100 mijl per uur gemiddeld in de Lightweight TT.

## Carrière
| Velocette KSS |
| BSA Gold Star |
| Norton Manx   |
| Matchless G50 |

Phil Read was enthousiast motorrijder en werkte als leerling-paswerker bij "Brown and Green", een fabrikant van industriële machines in Luton. Zijn eerste races reed hij toen hij in 1955 16 jaar was met een Velocette KSS, later gebruikte hij een BSA DBD 32 Gold Star.
In 1958 racete hij als amateur met een Geoff Duke-BSA Gold Star op korte circuits, maar hij begon ook aan zijn carrière op de Snaefell Mountain Course. Hij startte in de Junior Race van de Manx Grand Prix én in de Junior Snaefell Race, waarin hij 3e werd. In 1960 won hij de 500 cc Senior Race van de Manx Grand Prix met een Norton Manx.
1961
In 1961 trad hij aan in de meer professionele Isle of Man TT, eveneens op de Snaefell Mountain Course. Hij viel uit in de Lightweight 125 cc TT en in de Senior TT, maar won de Junior TT met een Norton Manx. In de TT van Assen scoorde hij vierde plaatsen in drie klassen: 125 cc, 350 cc en 500 cc. In de Ulster Grand Prix werd hij vierde in de 350 cc race. In de North West 200 werd hij zowel in de 350- als de 500 cc race tweede achter Bob McIntyre. 
1962
In 1962 won Phil Read samen met Brian Setchell op een Norton 650 SS de Thruxton 500. Hij haalde twee podiumplaatsen in het 500 cc wereldkampioenschap: derde in de TT van Assen en de Ulster Grand Prix. Hij eindigde het WK 500 cc op de derde plaats. 

### Scuderia Duke Gilera
1963
In 1963 wonnen Read en Setchell de Thruxton 500 opnieuw. In dat jaar richtte Geoff Duke zijn "Scuderia Duke" op. Hij wist Giuseppe Gilera zover te krijgen hem een aantal zes jaar oude racers ter beschikking te stellen. Als coureurs werden John Hartle en Derek Minter ingehuurd, maar Minter raakte al in het voorseizoen geblesseerd. Duke stelde Phil Read als vervanger aan. In de Grand Prix van Duitsland werd Read derde met de Gilera 350 4C. In de Senior TT werd Phil Read derde met de Gilera 500 4C. De 350 cc Gilera's werden terug naar Italië gestuurd, maar Hartle en Read werden eerste en tweede in de 500 cc TT van Assen. In de Grand Prix van België werd Read tweede achter Mike Hailwood (MV Agusta). In de Ulster Grand Prix werd Hartle weer tweede en de herstelde Minter derde. Read crashte in deze wedstrijd en schreef een van de Gilera's af. Daarmee was zijn 500 cc-seizoen voorbij, want er waren niet veel Gilera's over. Toch eindigde hij het 500 cc wereldkampioenschap als vierde. Aan het einde van het seizoen kon hij echter weer aan de slag. Dit keer bij Yamaha, dat in het begin van het jaar haar coureurs Fumio Ito, Hiroshi Hasegawa en Yoshikazu Sunako naar drie Grands Prix had gestuurd: de TT van Man, de TT van Assen en de Belgische Grand Prix. De rest van het seizoen had men gebruikt om de Yamaha RD 56 door te ontwikkelen, maar toen de Grand Prix van Japan voor het eerst op de WK-kalender stond mocht Phil Read een van die machines rijden. Hij werd derde en eindigde op die manier als elfde in het 250 cc wereldkampioenschap. 

### Yamaha
1964
In 1964 kwam Phil Read in vaste dienst bij Yamaha. Hij zette de vernieuwde 250 cc Yamaha RD 56 in, maar eenmalig (Assen) ook de (nog) luchtgekoelde 125 cc Yamaha RA 97, die nog steeds in ontwikkeling was. Hij kreeg ondersteuning van Mike Duff en Tommy Robb. Hij mocht van Yamaha ook in andere klassen uitkomen, en zo reed hij met een AJS 7R in de Junior TT en met een Matchless G50 en later in het seizoen een Norton Manx in de 500 cc klasse. Hij won de 250 cc Grands Prix van Frankrijk, Duitsland, de DDR, de GP des Nations en de Ulster Grand Prix en werd wereldkampioen in die klasse. 
1965
In het seizoen 1965 won hij met de Yamaha RD 56 de GP van de USA, Duitsland, Frankrijk, de TT van Assen, de GP van Tsjechoslowakije en de Ulster Grand Prix. Nog vóór de GP des Nations had hij de 250 cc-titel al veroverd en daar verscheen de nieuwe viercilinder Yamaha RD 05. Read kreeg technische problemen en werd slechts zevende. Met de inmiddels watergekoelde RA 97 won hij de Lightweight 125 cc TT, maar dit was opnieuw een eenmalig optreden. De machine werd weer naar Japan teruggebracht.
1966
In 1966 reden zowel Phil Read als Bill Ivy voor Yamaha in de 125- en de 250 cc klassen. In de 125 cc klasse moesten ze het hoofd buigen voor de nieuwe vijfcilinder Honda RC 149 van Luigi Taveri. Ivy won desondanks vier GP's, Read won alleen de GP van Finland waar Ivy niet kon starten na een val in de Hutchinson 100. Vanaf de Ulster Grand Prix kregen Read en Ivy de nieuwe viercilinder Yamaha RA 31 tot hun beschikking. In de 250 cc klasse was Mike Hailwood met de zescilinder Honda RC 166 te sterk voor de Yamaha's. Read won hier geen enkele race. De RD 05 viel vier keer uit en Read haalde vijf tweede plaatsen. Read's deelname aan de 350 cc klasse was beperkt. Samen met Bill Ivy trainde hij weliswaar in Assen met tot 254 cc opgeboorde RD 05's, maar ze kwamen niet aan de start. Na het ongeval van Tarquinio Provini op Man wilde Benelli haar nieuwe 350 cc viercilinder met dubbele bovenliggende nokkenassen op Monza laten besturen door Phil Read, die voor Yamaha toch niet in die klasse uitkwam. Read kreeg van Yamaha echter geen toestemming. In Japan weigerde Honda aan de start te komen. Zelfs toen konden andere merken met hun 350 cc racers niet winnen. De eerste twee plaatsen gingen naar Phil Read en Bill Ivy met hun 254 cc Yamaha RD 05 A's. 
1967
In 1967 werden de vijfcilinders door de FIM verboden en Honda trok zich uit deze klasse terug. Zowel de RA 31 als de vernieuwde RD 05 A misten betrouwbaarheid, maar concurrentie was er in de 125 cc klasse niet, behalve van Suzuki, dat problemen had met de ontwikkeling van de viercilinder RS 67 en nog steeds moest terugvallen op de tweecilinder, die nu RT 67 heette. Read en Ivy wonnen allebei wedstrijden (Phil Read in de Lightweight 125 cc TT en de TT van Assen), maar nadat Read in Tsjechoslowakije en Finland uitviel kreeg hij stalorders om achter Ivy te blijven. Bill Ivy werd eerste in het kampioenschap 125 cc, Phil Read werd tweede. In de 250 cc klasse lagen de zaken anders. Honda nam nog steeds deel met de zescilinders, maar Phil Read won toch de Spaanse GP, de GP van de DDR, de GP van Tsjechoslowakije en de GP des Nations. In al deze races kreeg Mike Hailwood problemen met zijn Honda of viel hij zelfs uit. Phil Read werd tweede in het wereldkampioenschap.
1968
Nog voor het begin van het seizoen 1968 maakte Yamaha bekend dat de monteurs al vroeg (na de TT van Man óf de TT van Assen) teruggetrokken zouden worden, zodat Bill Ivy en Phil Read zelf maar moesten zorgen voor het onderhoud van hun dure fabrieksracers. Na twee GP's was al duidelijk dat deze beiden geen echt team vormden. Bij de start van de Grand Prix van België was de rolverdeling bij Yamaha duidelijk: Ivy moest 250 cc-kampioen worden en de 125 cc-klasse zou voor Read zijn. Het uitvaardigen van teamorders was echter in strijd met de wedstrijdreglementen en de openlijke ruzie tussen Ivy en Read na de 250 cc-race in Tsjechoslowakije leidde in elk geval tot een "vriendelijk gesprek" tussen sportcommissaris Henk Burik en Phil Read voor aanvang van de Grand Prix van Finland. Er was echter geen kans meer op het opvolgen van teamorders, want de ruzie tussen Ivy en Read was nog niet over en ze zouden elkaar zeker niet meer steunen. De 125 cc Yamaha RA 31 A had ten opzichte van zijn voorganger 2 pk aan vermogen gewonnen en ca. 15 kg aan gewicht verloren. Met het verdwijnen van Suzuki was er helemaal geen concurrentie meer in de 125 cc klasse. Read werd zonder al te veel problemen wereldkampioen, geholpen door Ivy die enkele malen hulp verleende en in de Lightweight 125 cc TT zelfs zonder aanwijsbare bijzonder traag werd, nadat hij de eerste ronde boven 100 mijl per uur in die klasse gereden had. Ivy verwachtte dezelfde hulp van Read in de 250 cc klasse, maar na een fikse ruzie in Tsjechoslowakije besloot Read de stalorders aan zijn laars te lappen. Yamaha deed er alles aan om Ivy kampioen te laten worden. Hij kreeg voor de Ulster Grand Prix zelfs speciale expansiekamers voor zijn RD 05 A. Na die Grand Prix had Ivy 2 punten voorsprong, maar Read won de laatste Grand Prix in Monza en daardoor hadden ze allebei netto 42 en bruto 52 punten (slechts 6 van de 10 resultaten telden mee). Ze hadden allebei ook vijf overwinningen en de stand moest worden bepaald door de racetijden van de wedstrijden waarin ze allebei gefinisht waren bij elkaar op te tellen. Dat waren de wedstrijden in Assen, de Sachsenring, Brno, en Monza. Ivy had die gereden in een totaaltijd van 3 uur, 17 minuten en 29,2 seconden, Read in 3 uur, 15 minuten en 22,9 seconden. Ivy kwam 2 minuten en 5,3 seconden te kort voor de wereldtitel. Net als Giacomo Agostini was Phil Read nu tweevoudig wereldkampioen in 1968.
1969
Door zijn acties in 1968 zou Phil Read nooit meer steun krijgen van Yamaha. Dit merk stapte officieel ook uit het wereldkampioenschap wegrace, in navolging van de andere Japanse merken en er waren vrijwel geen fabrieksteams meer over. Yamaha steunde onofficieel echter nog steeds rijders met speciale machines die als productieracer te boek stonden, maar Phil Read was daar dus niet bij. Hij startte in enkele van de voorjaarsraces (Mototempora Romagnola) in Italië, maar het feit dat hij dat met een drie jaar oude Yamaha TD 1 B deed maakte wel duidelijk dat het hoge startgeld belangrijker was dan de overwinningskansen. Benelli gaf hem voor de Lightweight 250 cc TT van 1969 een viercilinder toen fabriekscoureur Renzo Pasolini een sleutelbeen had gebroken, maar daarmee viel hij uit. Read hoopte ook voor de GP des Nations een 250 cc Benelli te krijgen, maar toen dat niet gebeurde schreef hij in met een Yamaha TD 2 productieracer. Hij won daarmee de race en dat kostte de nieuwe fabriekscoureur Kel Carruthers de leiding in het wereldkampioenschap. Carruthers werd in de laatste race in Opatija alsnog kampioen. Read won met een Yamaha TR 2 ook de 350 cc race in Monza.

### "World-Beater" project
Al sinds 1965 hadden de belangrijkste Britse motorproducenten samen geprobeerd een nieuwe 500 cc wegracer te bouwen, maar jarenlang mislukte alle pogingen om tot resultaat te komen. In 1969 waren er echter concrete plannen. Weslake had een relatief eenvoudige paralleltwin ontwikkeld die in een Rickman Métisse-frame was gehangen, ongeveer 69 pk leverde en uitgebreid getest werd door Phil Read. Inmiddels was ook de firma Reads of Leytonstone betrokken bij het project. Zij beschikte in januari al over een staande twin met dubbele bovenliggende nokkenassen die eerder was tentoongesteld op stand van Münch op de IFMA. Phil Read nam de aandelen van Reads of Leytonstone over. De bedoeling was dat de machine als productieracer verkocht zou worden maar dat zijspancoureurs ook losse motorblokken zouden kunnen kopen. Er werd ook een uitzondering gemaakt voor Tom Arter en Peter Williams die al langer plannen hadden een Weslake-blok in een Reynolds-frame te monteren. Read was testrijder en adviseur en gestationeerd bij de Weslake-fabriek in Rye. Hij besloot het door Ken Sprayson gebouwde Reynolds frame over te nemen. Hij nam de leiding van het project over van Peter Williams zodat die kon werken aan zijn eigen project om de verouderde Matchless G50 te vervangen. Eind januari werd de machine geprestenteerd. Een "World-Beater" was het niet. De machine moest omgerekend ca. 12.000 gulden gaan kosten. Phil Read startte ermee in de North West 200 in Noord-Ierland, maar moest al na één ronde stoppen omdat de oliedruk wegviel als hij accelereerde. In augustus was het enige nieuws dat de machine "nog niet racerijp" was. In oktober trok Phil Read zich terug uit het project. 
1970
Ook in 1970 nam Phil Read slechts sporadisch deel aan de WK-serie. Hij startte in Assen in de 250- en de 350 cc klassen, waar hij tweede en derde werd en hij finishte als derde in de 250 cc race in Monza. Hij werd ondersteund door de Nederlandse monteur Ferry Brouwer. 
1971
In 1971 reed Phil Read een bijna volledig seizoen in de 250 cc klasse. Yamaha had weer semi-fabrieksracers gebouwd. Deze Yamaha YZ 632's werden ter beschikking gesteld van Kent Andersson en Rodney Gould, maar Read won drie achtereenvolgende GP's met zijn Yamaha TD 2 B, die door Ferry Brouwer getuned was, maar waarvan het frame door Read zelf ontwikkeld was. De machine was bijzonder snel en betrouwbaar, maar in Tsjechoslowakije brak Phil Read een schouderblad en een sleutelbeen, waardoor het erop leek dat de wereldtitel niet meer haalbaar zou zijn. Twee GP's later was hij echter al terug, hoewel hij in Finland niet verder kwam dan de tiende plaats. Het ging nu tussen Gould en Read, die slechts enkele punten uit elkaar lagen en eigenlijk allebei minder goede resultaten begonnen te boeken. Toen Read in Ulster uitviel werd Gould slechts zesde, waardoor hij toch een punt voorsprong op Read kreeg. Gould hoefde uiteindelijk in Spanje slechts vierde te worden om de wereldtitel te grijpen, maar hij viel uit. Nu had Phil Read aan de vierde plaats genoeg, maar hij werd zelfs tweede en daarmee wereldkampioen. Hij hoopte op fabriekssteun van Yamaha in 1972, maar een van de topmensen in Japan verklaarde: "Al was Phil Read de enige rijder ter wereld, dan nog zouden we hem niet terug nemen". Phil Read startte slechts enkele malen in de 350 cc klasse, maar viel meestal uit. In Monza kreeg hij van Ducati de nieuwe Ducati 500 GP ter beschikking, samen met Bruno Spaggiari. Spaggiari viel uit, Read werd vierde. Hij was betrokken bij de oprichting van de Grand Prix Riders Association, een vereniging van coureurs die probeerde de omstandigheden voor de coureurs tijdens wedstrijden te verbeteren. Phil Read maakte samen met Dave Simmonds, Frank Perris, Reg Thomas en David Dixon deel uit van een voorlopig comité dat bij elke Grand Prix zou vergaderen en startgelden zou vaststellen in categorieën al naargelang de prestaties van een coureur. 
1972
In 1972 startte Phil Read voor het nieuwe John Player Norton team in een aantal 750 cc races, zoals de Daytona 200, de Mallory Park Race of the Year en een Formule 750 race in Anderstorp. Hij had een Suzuki T 500 aangeschaft en wilde dus waarschijnlijk in de 500 cc klasse uitkomen, maar toen Jarno Saarinen met zijn Yamaha YZ 634 een bedreiging werd voor de kansen van Giacomo Agostini werd hij door MV Agusta ingehuurd om Agostini in de 350 cc klasse te ondersteunen. Hij bleef echter met de Yamaha TD 3 in de 250 cc klasse uitkomen en won de GP van Frankrijk en de Lightweight 250 cc TT. In het 250 cc wereldkampioenschap werd hij vierde. Vanaf de GP des Nations kreeg hij de driecilinder MV Agusta 350 3C tot zijn beschikking. Agostini kon beschikken over de nieuwe viercilinder MV Agusta 350 4C, maar had toch vaak meer vertrouwen in de driecilinder. Toen Read in de DDR ook een viercilinder kreeg won hij de race nadat Agostini was uitgevallen. Hij sloot het seizoen in de 350 cc klasse af als vijfde, Agostini werd wereldkampioen.
Nadat de leider in het wereldkampioenschap 125 cc Gilberto Parlotti tijdens de Lightweight 125 cc TT verongelukte, was Phil Read een van de coureurs die vonden dat de Isle of Man TT van de WK-kalender geschrapt moest worden. 
1973
In 1973 werd het 750 cc team van Norton ingekrompen en daardoor kon Read ingaan op een aanbod van MV Agusta voor een echt contract. Men vermoedde dat hij achter Agostini als tweede rijder moest opereren, maar Phil Read zag dat in elk geval anders. Door de matige betrouwbaarheid van de 350 cc MV Agusta's haalden ze maar zelden beiden de finish, maar in Assen won Agostini met slechts 0,1 seconde voorsprong op Read. In Finland verleende Phil Read weer duidelijk hand-en-spandiensten aan Agostini door Teuvo Länsivuori op de derde plaats te houden. Daarmee verspeelde Länsivuori zijn laatste kans op de werelditel, die naar Agostini ging. Voor de 500 cc klasse had MV Agusta de 350 4C opgeboord tot 430 cc, maar Agostini vertrouwde de machine niet en reed bijna het hele seizoen met de oude driecilinder. Phil Read gebruikte vrijwel altijd de 430 cc viercilinder. De eerste twee races werden echter gewonnen door Jarno Saarinen met de nieuwe viercilinder tweetakt Yamaha TZ 500. Read won de Grand Prix van Duitsland nadat Agostini en de Yamaha-rijders Saarinen en Hideo Kanaya waren uitgevallen. Toen volgde het zware ongeluk in Monza, waarbij Jarno Saarinen en Renzo Pasolini het leven verloren. De 500 cc race werd geschrapt en Yamaha trok haar team voor de rest van het seizoen terug. Daarmee was de grootste dreiging in de 500 cc klasse weggevallen. MV Agusta startte zoals afgesproken niet in de Isle of Man TT, maar door een betwijfelde beslissing van teambaas Arturo Magni ook niet in de Grand Prix van Joegoslavië. In Assen viel Agostini weer uit, waardoor Read, die hem niet had kunnen volgen, won. Agostini haalde zijn eerste punten in de 500 cc klasse pas in België, maar toen had Phil Read al 54 punten verzameld. Ago's volgende overwinning in Tsjechoslowakije, waar Read tweede werd, bracht Read's aanstaande wereldtitel dan ook niet in gevaar. Toen hij in Anderstorp won mocht hij zich al wereldkampioen 500 cc noemen. Hij won als afsluiting van het seizoen, zij het met moeite omdat zijn motor lange tijd vermogen tekort scheen te komen, de Spaanse Grand Prix.
Eind 1973 verbaasde Phil Read zich over de uitspraak van Giacomo Agostini in de pers dat hij (Ago) de eerste rijder bij MV Agusta zou moeten zijn. Read dacht dat de woorden van Agostini verdraaid waren, maar toen ze in een tweede interview herhaald werden was de sfeer tussen de beide teamgenoten om te snijden. Besloten werd dat tijdens de "Race of the South" op Brands Hatch beslist zou worden wie van hen de beste was. De race werd gewonnen door Read, terwijl Agostini zelfs nog door Wil Hartog ingehaald werd.
1974
Agostini vertrok eind 1973 naar Yamaha, o.a. omdat hij dan ook in de Daytona 200 zou mogen rijden. Read kreeg een goed contract bij MV Agusta maar drong er wel op aan Dieter Braun als tweede rijder in te huren. Dat paste niet in het plaatje van MV Agusta, dat ook iemand voor het Italiaans kampioenschap nodig had en daarom werd het Gianfranco Bonera. In de 350 cc klasse verdween MV Agusta al snel van het toneel. Na uitgevallen te zijn in Frankrijk en Oostenrijk kwam het team vanaf de thuisrace in Imola niet meer aan de start. In de 500 cc klasse kwamen Bonera en Read weer met de 430 cc viercilinder aan de start. Agostini brak in Zweden een sleutelbeen, waardoor hij kansloos werd voor de titel. Read won in Frankrijk, maar werd in Imola en Assen slechts derde. In België was de volwaardige 500 cc MV Agusta klaar en vanaf dat moment ging het beter. Phil Read won daar net als in Finland en Tsjechoslowakije en werd wereldkampioen. Bonera eindigde het seizoen als tweede. 
1975
Al na enkele races was het duidelijk dat het contract met Phil Read door MV Agusta in 1976 niet verlengd zou worden. Read was zeer ontevreden over zijn machines en de sfeer in het team was zeer slecht. Daar stond tegenover dat Giacomo Agostini juist weer toenadering tot het team zocht. De MV Agusta kon het ook niet meer bolwerken tegen de snelle Yamaha's van Agostini en Teuvo Länsivuori, met uitzondering van pure snelheidscircuits als Hockenheim en Spa-Francorchamps. Toch had hij een goede tweede seizoenshelft, ook omdat Agostini minder goed ging presteren. Read won in België en werd tweede in Zweden, waar Agostini uitviel. Read won ook in Tsjechoslowakije, maar Agostini's tweede plaats was voldoende om wereldkampioen te worden. Phil Read sloot het seizoen met de tweede plaats af. 
1976
Begin 1976 stelde Read aan graaf Corrado Agusta voor om een privé-team met MV Agusta motoren op te richten. Dat deed Agusta ook, maar niet met Phil Read. Hij stelde de machines ter beschikking van Giacomo Agostini en diens "Marlboro-Api Racing Team". 
Daarom schafte Phil Read zelf een privé-motor aan: een Suzuki RG 500, maar enkele weken later werd hij opgenomen in het "Life Racing Team" (geleid door Alberto Pagani) met productiemotoren van de Italiaanse Suzuki-importeur SAIAD. Hij sloot zich aan bij de "McCormack groep", geleid door de Amerikaan Mark McCormack. Die groep eiste hoge startgelden van de organisatoren volgens het "één voor allen, allen voor één"-principe. Als een van de elf aangesloten coureurs niet werd gecontracteerd, kwamen ze geen van allen. Het idee was gedoemd te mislukken: de coureurs konden zich niet veroorloven een start te weigeren als niet-aangesloten rijders een bedreiging voor het wereldkampioenschap vormden. De organisatie van de TT van Assen was de eerste die ermee geconfronteerd werd, maar weigerde eenvoudig met vertegenwoordiger Ian Todd te praten. Tegen die tijd was de groep al geslonken tot zes coureurs. Read werd derde in Oostenrijk en tweede in Italië, maar in België eindigde zijn GP-carrière vrij plotseling. Terwijl hij in zwembroek aan de bar van het hotel zat meldde zijn manager Alberto Pagani dat hij ziek was. In elk geval had hij een gesprek met zijn vrouw Madeleine gehad en dat werd vermeld als de reden dat hij niet startte. Zijn monteurs wisten dat echter niet. Zij stonden een paar minuten voor de start nog op Phil te wachten, terwijl die al thuis in Oxshott was. 's Zondags verklaarde Pagani dat Phil niet meer buiten Engeland zou racen om meer aandacht te besteden aan zijn gezin (twee van zijn vier zonen hadden aanpassingsmoeilijkheden op school) en twee bedrijven: De Ierse helmenfabriek Premier en de kleding- en laarzenfabriek Phil Read International. Hij moest wel zonder zijn Suzuki's rijden, want die eiste sponsor Life meteen op om ze vervolgens aan Teuvo Länsivuori te geven. Toch bleef Life International Read nog financieel steunen. Op 13 oktober nam hij afscheid van de sport tijdens de Gauloises Powerbike races op Brands Hatch. Hij reed een nieuw ronderecord, maar viel ook, waarbij hij een sleutelbeen brak. Bijna onmiddellijk werd bekend dat hij zich zijn afscheid anders had voorgesteld en dat hij voor 1977 weer raceplannen aan het smeden was. 
1977
Hoewel hij al jaren tegen het racen op het eiland Man was, nam hij in 1977 toch weer deel aan de TT. Van harte ging het niet: Read lag in scheiding en had het geld nodig, en de organisatie bood hem het vijfvoudige van het startgeld dat hij in 1972 gekregen had. De ontvangst was bijzonder koeltjes: marshals wilden staken en hem werd verteld dat hij zijn Rolls-Royce het beste achter het hotel kon parkeren om te voorkomen dat de auto beschadigd zou worden. Ook het applaus na zijn eerste overwinning (de Senior TT op een Suzuki) was magertjes, maar toen hij met een Honda CB 750 de Formule TT won werd het publiek enthousiaster. 
1978
In 1978 keerde Mike Hailwood na elf jaar terug op het eiland Man. Hailwood reed met een tamelijk kansloos geachte Ducati, Read met zijn Honda Britain CB 750. Het gevecht duurde slechts 3½ ronde. Toen viel Read uit door een flinke olielekkage. Hailwood lag al aan de leiding en had duidelijk het publiek op zijn hand, maar Phil Read herinnerde zich deze korte race als een van de mooiste uit zijn carrière. Dat kwam naar eigen zeggen ook omdat hij Mike Hailwood werkelijk - als coureur en als mens - bewonderde.

## Latere jaren
Phil Read werd onder andere dealer van het merk Honda in Hersham. In 1982 nam hij nog een keer deel aan een aantal races op Man: De Senior TT (vierde), de Classic TT (uitgevallen) en de Formula One TT (uitgevallen). In 1998 werd hij zestiende in de Manx Grand Prix Classic Senior Race.
In de jaren negentig werkte Phil Read als project funder en ontwerper van golfbanen. In 2003 kocht hij een ABSAF om deel te nemen aan de pas opgerichte World Classic Serie. In de jaren tien was Phil Read nog vaak te zien bij klassieke races, waar hij net als Jim Redman zijn eigen merchandise verkocht.
In 2021 werd er bij hem COPD vastgesteld en kort daarna prostaatkanker. Read overleed op 83-jarige leeftijd in Canterbury.

## Wereldkampioenschap wegrace resultaten
(Races in vet zijn pole-positions; races in cursief geven de snelste ronde aan)
| Jaar | Klasse | Motorfiets                  | 1       | 2          | 3       | 4          | 5          | 6          | 7     | 8       | 9       | 10      | 11    | 12    | 13      | Punten | Plaats | Overwinningen |
| ---- | ------ | --------------------------- | ------- | ---------- | ------- | ---------- | ---------- | ---------- | ----- | ------- | ------- | ------- | ----- | ----- | ------- | ------ | ------ | ------------- |
| 1961 | 125 cc | EMC                         | SPA -   | DUI -      | FRA -   | IOM DNF    | NED 4      | BEL DNF    | DDR - | ULS -   | NAT -   | ZWE -   | ARG - |       |         | 3      | 12e    | 0             |
| 1961 | 350 cc | Norton 40M Manx 350         |         | DUI -      |         | IOM 1      | NED 5      |            | DDR - | ULS 4   | NAT -   | ZWE -   |       |       |         | 13     | 5e     | 1             |
| 1961 | 500 cc | Norton 30M Manx 500         |         | DUI -      | FRA -   | IOM DNF    | NED 4      | BEL -      | DDR - | ULS -   | NAT -   | ZWE -   | ARG - |       |         | 3      | 15e    | 0             |
| 1962 | 350 cc | Norton 40M Manx 350         | IOM 7   | NED 6      |         | ULS -      | DDR -      | NAT -      | FIN - |         |         |         |       |       |         | 1      | 15e    | 0             |
| 1962 | 500 cc | Norton 30M Manx 500         | IOM DNF | NED 3      | BEL -   | ULS 3      | DDR -      | NAT 4      | FIN - | ARG -   |         |         |       |       |         | 11     | 3e     | 0             |
| 1963 | 250 cc | Yamaha RD 56                | SPA -   | DUI -      | IOM -   | NED -      | BEL -      | ULS -      | DDR - | NAT -   |         | ARG -   | JAP 3 |       |         | 4      | 10e    | 0             |
| 1963 | 350 cc | Scuderia Duke Gilera 350 4C |         | DUI 3      | IOM DNF | NED -      |            | ULS -      | DDR - | NAT -   | FIN -   |         | JAP - |       |         | 4      | 11e    | 0             |
| 1963 | 500 cc | Scuderia Duke Gilera 500 4C |         |            | IOM 3   | NED 2      | BEL 2      | ULS DNF    | DDR - | NAT -   | FIN -   | ARG -   | JAP - |       |         | 16     | 4e     | 0             |
| 1964 | 125 cc | Yamaha RA 97                | USA -   | SPA -      | FRA -   | IOM -      | NED 2      |            | DUI - | DDR -   | ULS -   | FIN -   | NAT - | JAP - |         | 6      | 8e     | 0             |
| 1964 | 250 cc | Yamaha RD 56                | USA DNF | SPA 3      | FRA 1   | IOM DNF    | NED 2      | BEL DNF    | DUI 1 | DDR 1   | ULS 1   |         | NAT 1 | JAP - |         | 46     | 1e     | 5             |
| 1964 | 350 cc | AJS 7R                      |         |            |         | IOM 2      | NED -      |            | DUI - | DDR -   | ULS -   | FIN -   | NAT - | JAP - |         | 6      | 6e     | 0             |
| 1964 | 500 cc | Matchless G50               | USA 2   |            |         | IOM DNF    | NED 6      | BEL 2      | DUI 3 | DDR -   |         |         |       |       |         | 25     | 3e     | 1             |
| 1964 | 500 cc | Norton 30M Manx 500         |         |            |         |            |            |            |       |         | ULS 1   | FIN -   | NAT - | JAP - |         | 25     | 3e     | 1             |
| 1965 | 125 cc | Yamaha RA 97                | USA -   | DUI -      | SPA -   | FRA -      | IOM 1      | NED -      |       | DDR -   | TSJ -   | ULS -   | FIN - | NAT - | JAP -   | 8      | 10e    | 1             |
| 1965 | 250 cc | Yamaha RD 56                | USA 1   | DUI 1      | SPA 1   | FRA 1      | IOM DNF    | NED 1      | BEL 2 | DDR 2   | TSJ 1   | ULS 1   | FIN - |       |         | 56     | 1e     | 7             |
| 1965 | 250 cc | Yamaha RD 05                |         |            |         |            |            |            |       |         |         |         |       | NAT 7 | JAP -   | 56     | 1e     | 7             |
| 1965 | 350 cc | Yamaha RD 56 (opgeboord)    |         | DUI -      |         |            | IOM 2      | NED -      |       | DDR -   | TSJ -   | ULS -   | FIN - | NAT - | JAP -   | 6      | 9e     | 0             |
| 1966 | 125 cc | Yamaha RA 97                | SPA 4   | DUI 3      |         | NED 3      |            | DDR 4      | TSJ - | FIN 1   |         |         |       |       |         | 29     | 4e     | 1             |
| 1966 | 125 cc | Yamaha RA 31                |         |            |         |            |            |            |       |         | ULS 3   | IOM 2   | NAT 4 | JAP 5 |         | 29     | 4e     | 1             |
| 1966 | 250 cc | Yamaha RD 05                | SPA DNF | DUI DNF    | FRA 3   | NED 2      | BEL 2      | DDR 2      | TSJ 2 | FIN -   | ULS DNF | IOM DNF | NAT - | JAP 2 |         | 34     | 2e     | 0             |
| 1966 | 350 cc | Yamaha RD 05 A (opgeboord)  |         | DUI -      | FRA -   | NED -      |            | DDR -      | TSJ - | FIN -   | ULS -   | IOM -   | NAT - | JAP 1 |         | 8      | 8e     | 1             |
| 1967 | 125 cc | Yamaha RA 31                | SPA 2   | DUI DNF    | FRA 2   | IOM 1      | NED 1      | BEL -      | DDR 2 | TSJ DNF | FIN DNF | ULS 2   | NAT - | CAN - | JAP DNF | 40     | 2e     | 2             |
| 1967 | 250 cc | Yamaha RD 05 A              | SPA 1   | DUI 2      | FRA 2   | IOM 2      | NED DNF    | BEL DNF    | DDR 1 | TSJ 1   | FIN DNF | ULS DNF | NAT 1 | CAN 2 | JAP DNF | 50     | 2e     | 4             |
| 1968 | 125 cc | Yamaha RA 31 A              | DUI 1   | SPA DNF    | IOM 1   | NED 1      |            | DDR 1      | TSJ 1 | FIN 1   | ULS 2   | NAT 2   |       |       |         | 40     | 1e     | 6             |
| 1968 | 250 cc | Yamaha RD 05 A              | DUI DNF | SPA 1      | IOM DNF | NED 2      | BEL 1      | DDR 2      | TSJ 1 | FIN 1   | ULS DNF | NAT 1   |       |       |         | 46     | 1e     | 5             |
| 1969 | 250 cc | Yamaha TD 2                 | SPA -   | DUI -      | FRA -   |            | NED -      | BEL -      | DDR - | TSJ -   | FIN -   | ULS -   | NAT 1 | JOE - |         | 15     | 13e    | 1             |
| 1969 | 250 cc | Benelli 250 4C              |         |            |         | IOM DNF    |            |            |       |         |         |         |       |       |         | 15     | 13e    | 1             |
| 1969 | 350 cc | Yamaha TR 2                 | SPA -   | DUI -      |         | IOM DNF    | NED -      |            | DDR - | TSJ -   | FIN -   | ULS -   | NAT 1 | JOE - |         | 15     | 13e    | 1             |
| 1970 | 250 cc | Yamaha TD 2                 | DUI -   | FRA -      | JOE -   | IOM -      | NED 2      | BEL -      | DDR - | TSJ -   | FIN -   | ULS -   | NAT 3 | SPA - |         | 22     | 12e    | 0             |
| 1970 | 350 cc | Yamaha TR 2                 | DUI -   |            | JOE -   | IOM -      | NED 3      |            | DDR - | TSJ -   | FIN -   | ULS -   | NAT - | SPA - |         | 10     | 17e    | 0             |
| 1971 | 250 cc | Yamaha TD 2 B               | OOS -   | DUI 1      | IOM 1   | NED 1      | BEL -      | DDR 3      | TSJ - | ZWE -   | FIN 10  | ULS -   | NAT 6 | SPA 2 |         | 73     | 1e     | 3             |
| 1971 | 350 cc | Yamaha TR 2 B               | OOS -   | DUI DNF    | IOM DNF | NED 2      |            | DDR -      | TSJ - | ZWE -   | FIN DNF | ULS -   | NAT - | SPA - |         | 12     | 16e    | 0             |
| 1971 | 500 cc | Ducati 500 GP               | OOS -   | DUI -      | IOM -   | NED -      | BEL -      | DDR -      |       | ZWE -   | FIN -   | ULS -   | NAT 4 | SPA - |         | 8      | 18e    | 0             |
| 1972 | 250 cc | Yamaha TD 3                 | DUI -   | FRA 1      | OOS -   | NAT -      | IOM 1      | JOE -      | NED 4 | BEL 3   | DDR -   | TSJ 3   | ZWE - | FIN - | SPA -   | 58     | 4e     | 2             |
| 1972 | 350 cc | MV Agusta 350 3C            | DUI -   | FRA -      | OOS -   | NAT 4      | IOM -      | JOE 3      | NED 5 |         |         |         |       |       |         | 51     | 5e     | 1             |
| 1972 | 350 cc | MV Agusta 350 4C            |         |            |         |            |            |            |       |         | DDR 1   | TSJ -   | ZWE 2 | FIN - | SPA -   | 51     | 5e     | 1             |
| 1972 | 500 cc | Yamaha TD 3                 | DUI -   | FRA DNF    | OOS -   | NAT -      | IOM -      | JOE -      | NED - |         | DDR -   | TSJ -   | ZWE - | FIN - | SPA -   | 0      | -      | 0             |
| 1973 | 350 cc | MV Agusta 350 3C            | FRA 2   | OOS -      | DUI DNF | NAT DNF    | IOM boycot | JOE boycot | NED 2 |         | TSJ 3   | ZWE 3   | FIN 2 | SPA - |         | 56     | 3e     | 0             |
| 1973 | 500 cc | MV Agusta 500 4C            | FRA 2   | OOS -      | DUI 1   |            | IOM boycot | JOE -      | NED 1 | BEL 2   | TSJ 2   | ZWE 1   | FIN 2 | SPA 1 |         | 84     | 1e     | 4             |
| 1974 | 350 cc | MV Agusta 350 4C            | FRA DNF | DUI boycot | OOS DNF | NAT -      | IOM -      | NED -      | BEL - | ZWE -   | FIN -   | TSJ -   | JOE - | SPA - |         | 0      | -      | 0             |
| 1974 | 500 cc | MV Agusta 500 4C            | FRA 1   | DUI boycot | OOS -   | NAT 3      | IOM boycot | NED 3      | BEL 1 | ZWE 2   | FIN 1   | TSJ 1   |       |       |         | 82     | 1e     | 4             |
| 1975 | 500 cc | MV Agusta 500 4C            | FRA 3   | OOS 3      | DUI 2   | NAT 2      | IOM boycot | NED 3      | BEL 1 | ZWE 2   | FIN -   | TSJ 1   |       |       |         | 76     | 2e     | 2             |
| 1976 | 500 cc | Suzuki RG 500               | FRA DNF | OOS 3      | NAT 2   | IOM boycot | NED -      | BEL -      | ZWE - | FIN -   | TSJ -   | DUI -   |       |       |         | 22     | 10e    | 0             |

## Weblinks
- Phil Read, officiële website
- (en)  Phil Read op de officiële website van het wereldkampioenschap wegrace